# Lac Mamoun
Lac Mamoun är den största naturliga sjön i Centralafrikanska republiken. Den ligger i prefekturen Vakaga, i den norra delen av landet, 700 km nordost om huvudstaden Bangui. Lac Mamoun ligger 430 meter över havet. Sjön saknar avlopp och fylls på när det närliggande vattendraget Bahr Kameur svämmar över. Under torrperioden kan den torka ut helt.